# Celina Budzyńska

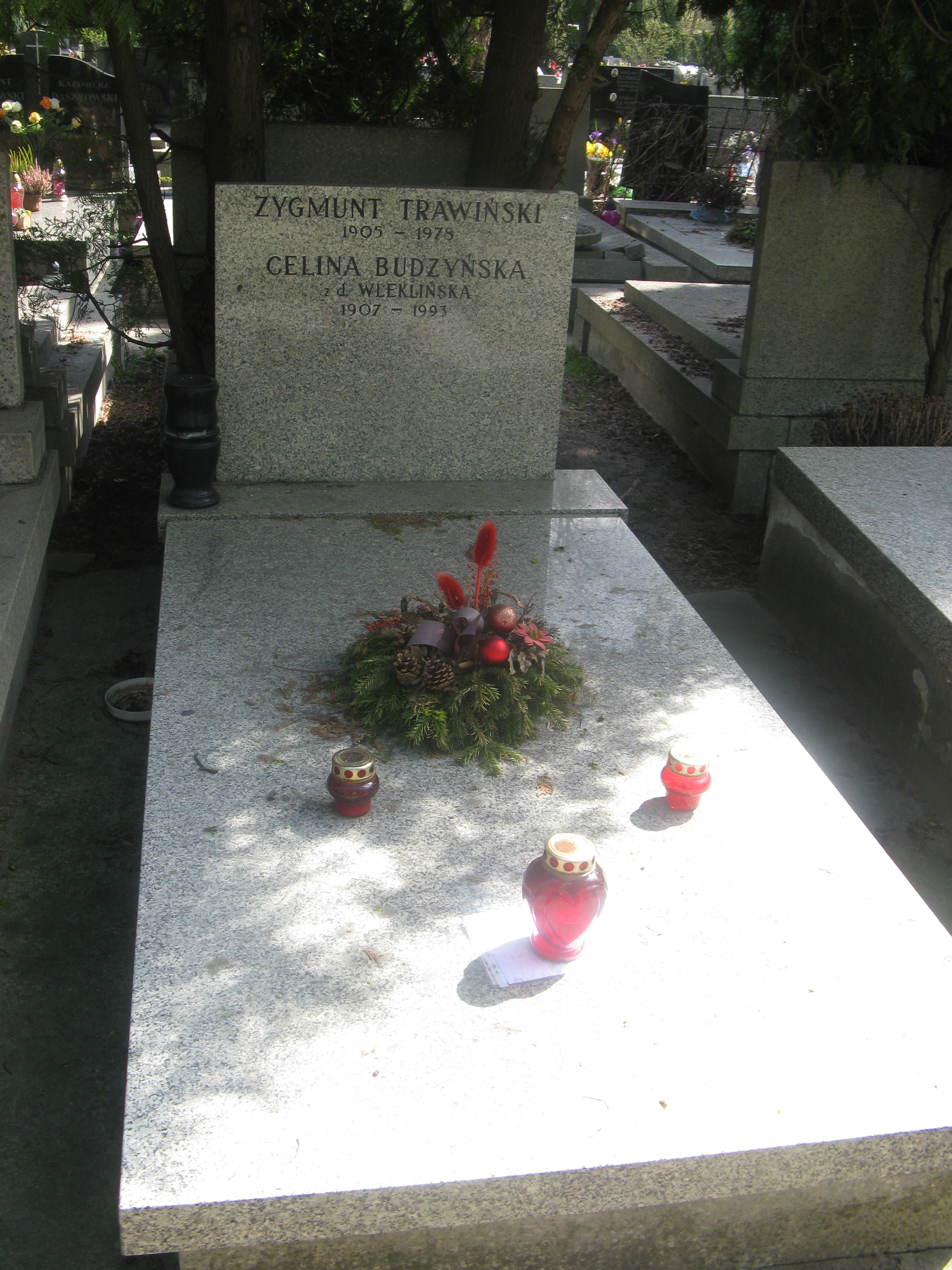
Grabstätte auf dem Warschauer Powązki-Militärfriedhof (2015)

Celina Budzyńska (Geburtsname: Celina Wleklińska; * 15. Februar 1907 in Warschau; † 1. Juli 1993 ebenda) war eine Politikerin der Polnischen Vereinigten Arbeiterpartei PZPR (Polska Zjednoczona Partia Robotnicza) in der Volksrepublik Polen, die unter anderem zwischen 1952 und 1956 Mitglied des Sejm war.

## Leben
Celina Wleklińska stammte aus einer Familie mit revolutionären und kommunistischen Traditionen, aber auch jüdischen Wurzeln, und war die Tochter des Funktionärs der Polnischen Sozialistischen Partei PPS (Polska Partia Socjalistyczna) Wacław Wlekliński, der bereits Funktionär der Sozialdemokratie des Königreichs Polen und Litauens SDKPiL (Socjaldemokracja Królestwa Polskiego i Litwy) war. Ihr Onkel Julian Brun war ebenfalls Funktionär der SDKPiL sowie der Kommunistischen Partei Polens KPP (Komunistyczna Partia Polski), während ihre Tante Helena Bobińska Schriftstellerin und Ehefrau des Parteifunktionärs Stanisław Bobiński war. Ihre Tante Helena Rybacka wiederum war die Ehefrau des kommunistischen Funktionärs Szczepan Rybacki. Sie engagierte sich ebenfalls als Jugendliche und wurde 1923 als Sechzehnjährige Mitglied im Verband der kommunistischen Jugend KMM (Komunistyczna Międzynarodówka Młodzieży), der 1930 in Kommunistischer Verband der polnischen Jugend KZMP (Komunistyczny Związek Młodzieży Polski) umbenannt wurde. 1927 ging sie über die Freie Stadt Danzig in die Sowjetunion und absolvierte dort ein Studium an der Kommunistischen Universität der nationalen Minderheiten des Westens (KUNMS). 1937 wurde sie verhaftet und zu einer achtjährigen Lagerstrafe im Gulag verurteilt, aus der sie 1945 entlassen wurde.
Nach ihrer Rückkehr nach Polen wurde Celina Budzyńska Mitglied der Polnischen Arbeiterpartei PPR (Polska Partia Robotnicza), die am 5. Januar 1942 im Untergrund in Warschau gegründet wurde, und aus der 1948 die Polnische Vereinigte Arbeiterpartei PZPR (Polska Zjednoczona Partia Robotnicza) hervorging. 1952 wurde sie auf einem ZK-Plenum Kandidatin des Zentralkomitees der PZPR und behielt diese Funktion nach ihren Bestätigungen auf dem II. Parteitag (10. bis 17. März 1954) sowie dem III. Parteitag (10. bis 19. März 1959) zehn Jahre lang bis zu einem ZK-Plenum 1962. Sie wurde ferner am 20. November 1952 Mitglied des Sejm und vertrat in diesem bis zum 20. November 1956 den Wahlkreis Nr. 12 Skierniewice. Sie war in dieser ersten Legislaturperiode zwischen November 1952 und November 1956 stellvertretende Vorsitzende des Ausschusses für Gesetzgebungsangelegenheiten sowie Mitglied des Sonderausschusses zur Prüfung von Gesetzentwürfen im Zusammenhang mit der Reform der Verwaltungsgliederung der Dörfer und Wahlen zu Nationalräten. Während der Zeit des Polnischen Oktober 1956 gehörte er im Machtkampf innerhalb der PZPR unter Führung von Roman Zambrowski und Leon Kasman der nach einem Komplex modernistischer Mietshäuser in der Ul. Puławska 24 und 26 in Warschau benannten „Pulawy“-Gruppe (Puławianie), die hauptsächlich aus Intellektuelle und Aktivisten bestand, die im ersten Jahrzehnt Volkspolens aktiv waren. Die Puławian-Fraktion stand in Opposition zur Natolin-Fraktion um Zenon Nowak, Wiktor Kłosiewicz, Hilary Chełchowski, Aleksander Zawadzki, Władysław Kruczek, Władysław Dworakowski, Kazimierz Mijal, Franciszek Mazur, Bolesław Rumiński, Franciszek Jóźwiak und Stanisław Łapot, die gegen die Liberalisierung des kommunistischen Systems war, und die nationalistische und antisemitische Parolen proklamierte, um in der PZPR an die Macht zu kommen.
In den 1970er Jahren arbeitete Celina Budzyńska in der Bürgerrechtsbewegung Komitee zur Verteidigung der Arbeiter KOR (Komitet Obrony Robotników) sowie später in der unabhängigen Gewerkschaftsbewegung Solidarność mit, ehe sie nach der Verhängung des Kriegsrechts in Polen 1981 aus der PZPR austrat. Sie war drei Mal verheiratet, und zwar in erster Ehe mit dem Parteifunktionär Zygmunt Trawiński (1905–1978), der zeitweise auch Direktor der Sowchos „Komsomolec“ war, sowie in zweiter Ehe mit dem während der Großen Säuberung in der Sowjetunion am 21. August 1937 hingerichteten Funktionärs Stanisław Budzyński (1894–1937). Sie heiratete später in dritter Ehe wieder ihren ersten Mann Zygmunt Trawiński. Nach ihrem Tode wurde sie an der Seite von Zygmunt Trawiński auf dem Warschauer Powązki-Militärfriedhof beigesetzt.

## Veröffentlichung
- Strzępy rodzinnej sagi, 1997 (posthum)